# Orthogonia sera
Orthogonia sera är en fjärilsart som beskrevs av Felder 1862. Orthogonia sera ingår i släktet Orthogonia och familjen nattflyn. Inga underarter finns listade i Catalogue of Life.